# Ліхтар (авіація)

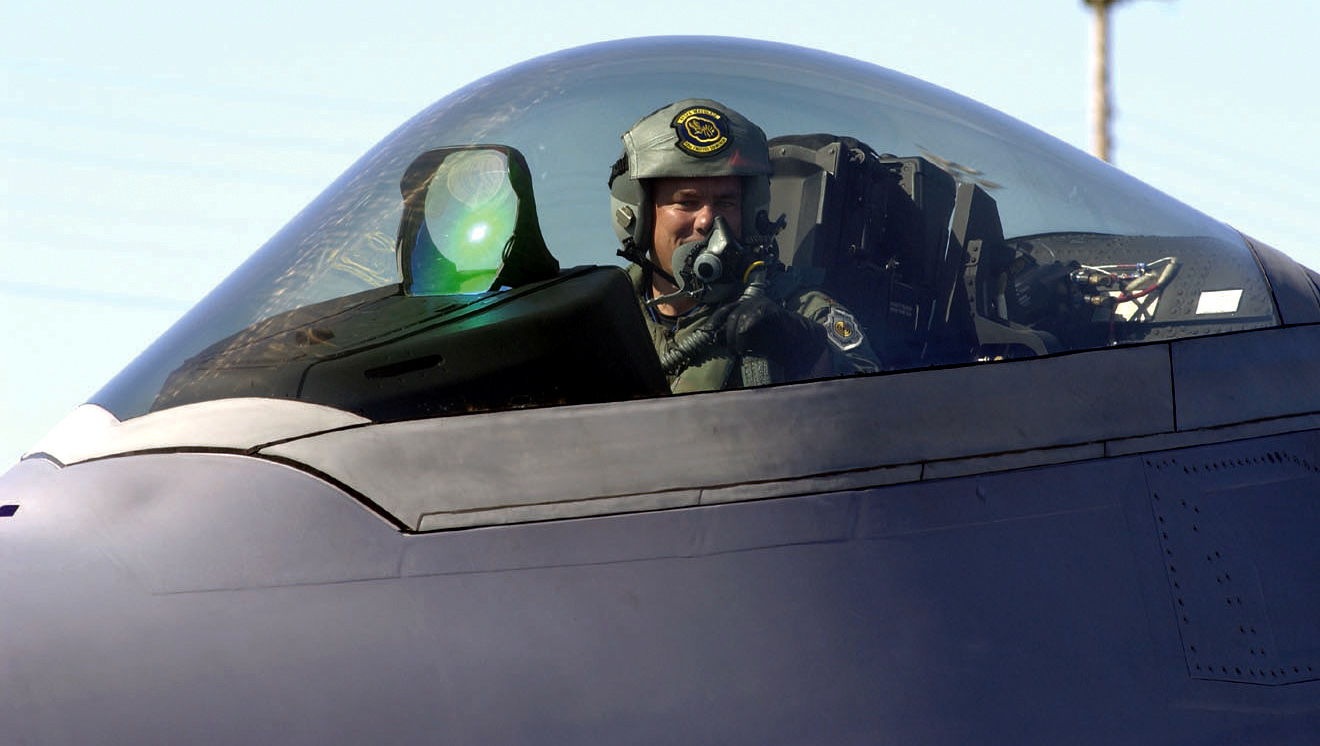
Краплеподібний ліхтар Lockheed Martin F-22 Raptor

Ліхта́р — прозорий корпус над кабіною деяких типів літаків, в англомовній термінології aircraft canopy. Ліхтар кабіни являє собою контрольоване та інколи герметизоване середовище для екіпажу літака, яке збільшує поле зору з традиційної кабіни екіпажу. Форма ліхтаря зроблена таким чином, щоб зменшити аеродинамічний опір, у той же час покращивши поле огляду пілотів та інших членів екіпажу.

## Історія

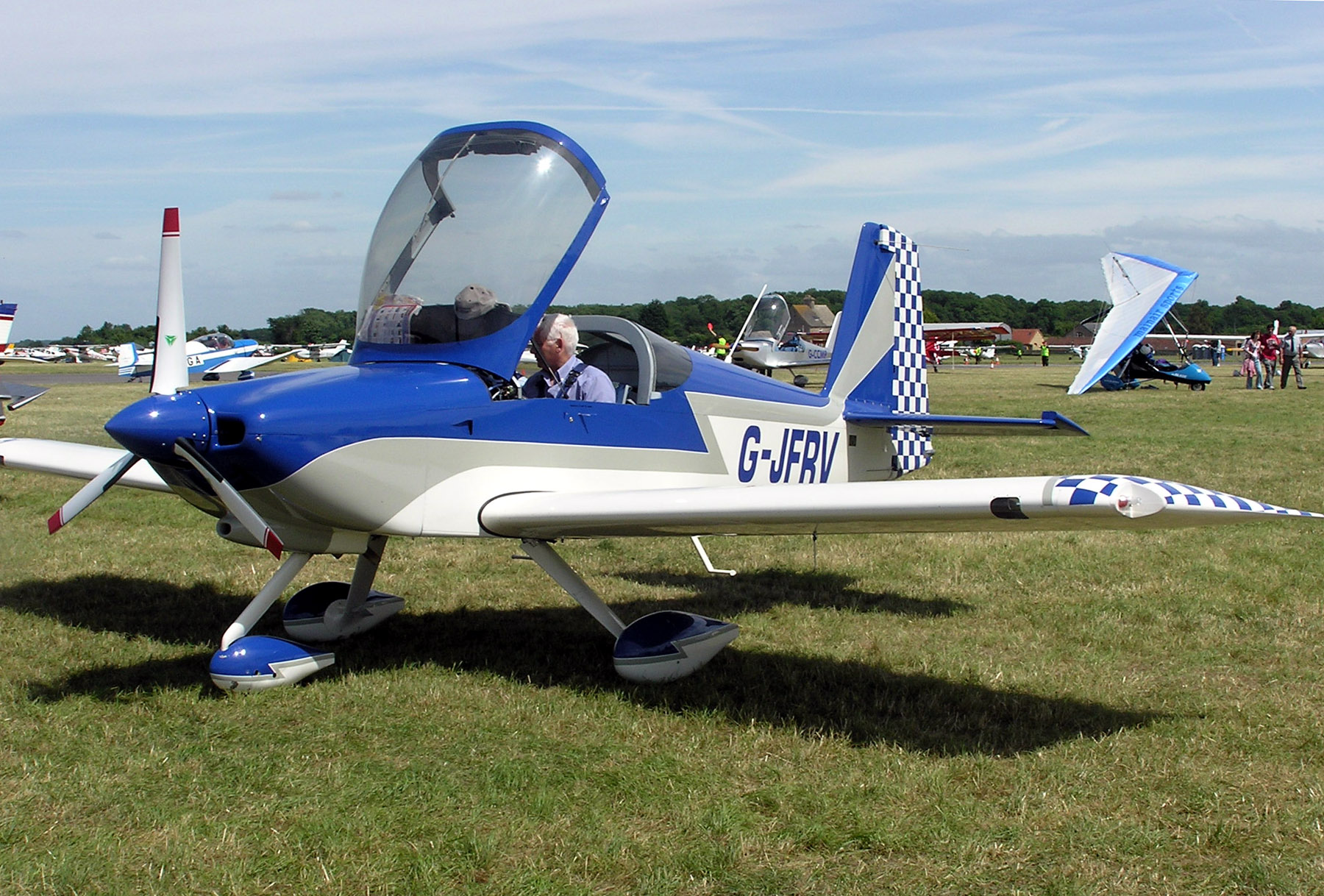
Відкритий ліхтар Van's Aircraft RV-7

Перші літаки зовсім не мали ліхтаря. Пілоти зазнавали впливу вітру та негоди, тому більшість польотів здійснювали за гарної погоди. Під час Першої світової війни більшість літаків все ще не мали ліхтарів, хоча вони мали невелике вітрове скло для відбиття потоку повітря від гвинта та вітру, які ударяли пілота в обличчя. У 1920-ті та 1930-ті, з ростом швидкості та висоти літаків з'явилася потреба у закритих кабінах і тому ліхтарі стали їхньою частиною.
Перші ліхтарі були зроблені з чисельних шматків пластин скла які утримувалися на місці рамками та брусками. Бруски погіршували видимість, що створювало проблему особливо у військовій авіації. Крім того, скляні ліхтарі були важчі, ніж ліхтарі з органічного скла, які вперше були представлені незадовго до Другої світової війни. Краплеподібні ліхтарі з органічного скла використовували на літаках, таких як Supermarine Spitfire та Westland Whirlwind, що давало краще поле огляду навкруги і зменшували вагу. Їх використовуються до сих пір на винищувачах.

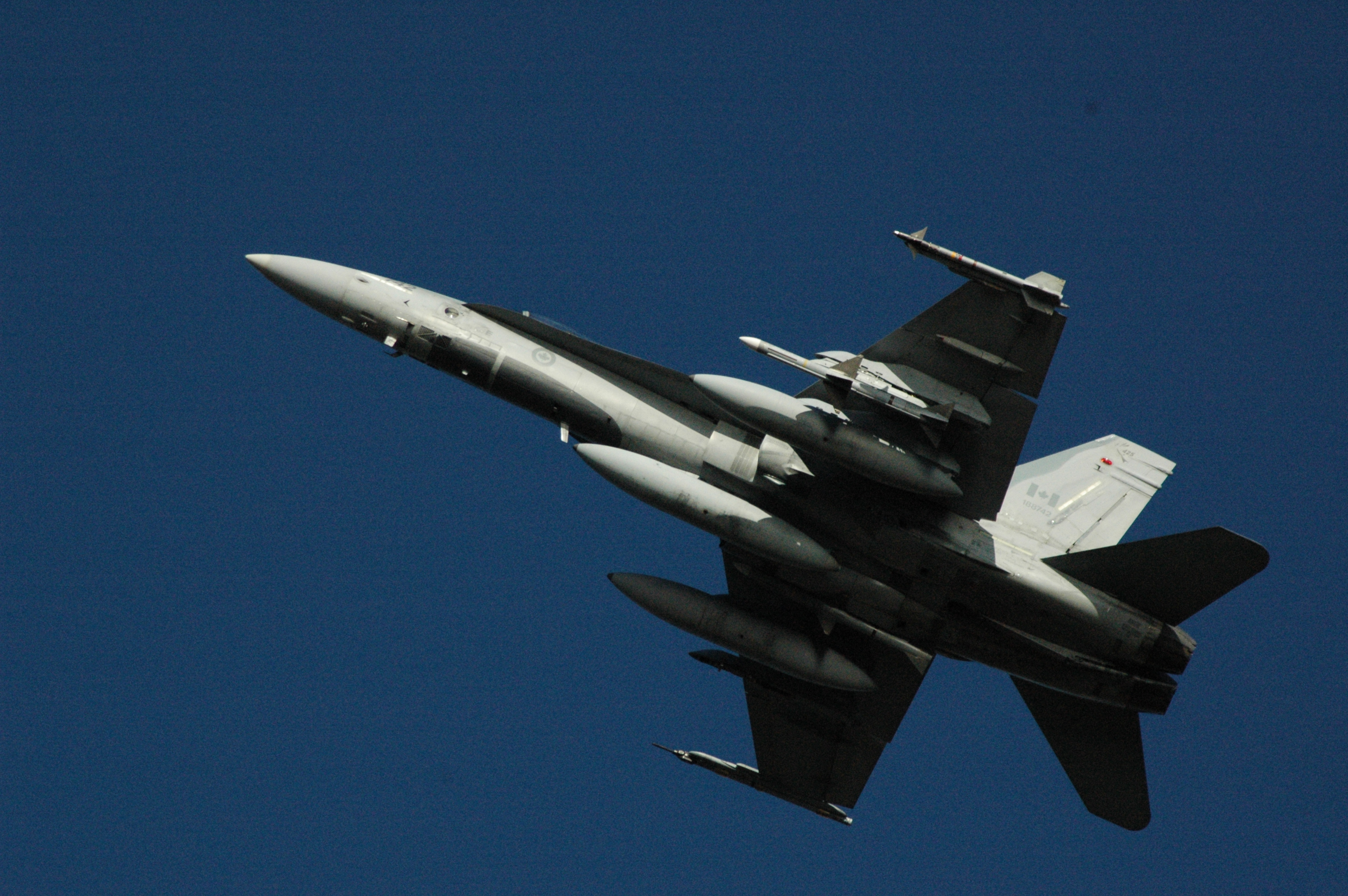
CF-18 Hornet ПС Канади показує фальшивий ліхтар

У 1970-ті, американський авіаційний художник Кіт Ферріс винайшов камуфляж фальшивий ліхтар, який являв собою малюнок під фюзеляжем військових літаків, прямо під носовою частиною, метою якого була заплутати ворога: щоб не було зрозуміло, куди летить літак. Ця хитрість була натхнена звірами і рибами, які мають схоже маркування на голові і хвості, тому вони можуть плутати інших істот[джерело?].

## Система катапультування

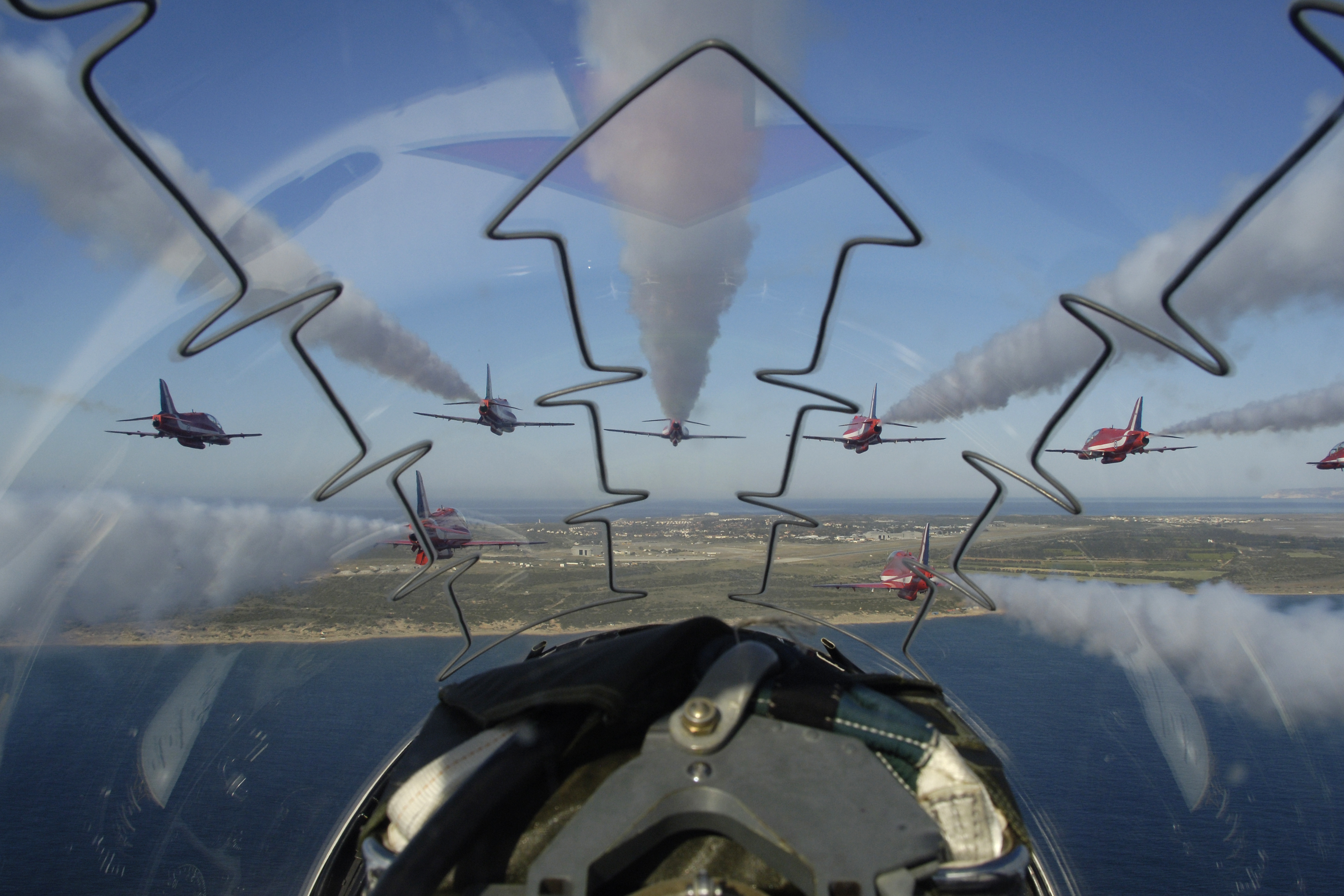
Вид з кабіни літака BAE Hawk, де видно вибуховий дріт на ліхтарі

У багатьох військових літаків, ліхтар є частиною системи катапультування. Пілот не може катапультуватися з літака до тих пір поки ліхтар заважає проходженню крісла. У більшості літаків з системою катапультування, ліхтар відстрілюється догори та назад вибуховими зарядами. Потім зустрічний вітер відносить ліхтар від місця катапультування. Проте, на деяких літаках, таких як McDonnell Douglas AV-8B Harrier II, пілот може катапультуватися у режимі зависання примусово або навіть при малому відносному вітрі зсунути ліхтар з місця катапультування. У такому разі пілот може вдаритися у ліхтар при катапультуванні. Щоб уникнути цього, деякі літаки мають зигзагоподібний тонкий дріт пластикової вибухівки по всьому ліхтарю на головою пілота. Під час катапультування, спочатку спрацьовує вибуховий дріт руйнуючи ліхтар. Потім через зруйнований ліхтар запускається крісло з пілотом.

## Виробництво
Більшість сучасних скляних ліхтарів формуються за допомогою вакууму. Лист органічного скла закріплюють на одній частині форми, потім ця збірка нагрівається до розм'якшення скла. Потім відкачують повітря, а лист скла заповнює форму утворюючи ліхтар. Потім акрил обрізають до відповідної форми і прикріплюють до алюмінієвої або композитної рами. Деякі одноразові ліхтарі виготовляються аналогічним чином, але оскільки формування буде занадто трудомістким, акрил нагрівається і за допомогою вакуум формується потрібна форма. Однак цей тип конструкції менш точний, і кожен ліхтар унікальний. При створення великої кількості ліхтарів майже завжди використовується форма-шаблон.

## Стелс ліхтар
Have Glass — кодова назва серії заходів для скорочення радіологічної помітності винищувача F-16. Основною відмінністю є додавання шару індієво-олов'яного оксиду до золотого тонування ліхтаря, який відбиває радарні частоти. Звичайний ліхтар дозволяє радарним випромінювання проходити наскрізь де вони могли відбитися від багатьох кутів всередині і повернути сильний сигнал на радар, замість цього  сигнал розсіюється захисним шаром. У середньому Have Glass зменшує радарне відбиття F-16 на 15 відсотків. Золоте тонування також зменшує відблиск від сонця, що покращує огляд пілоту.

## Галерея

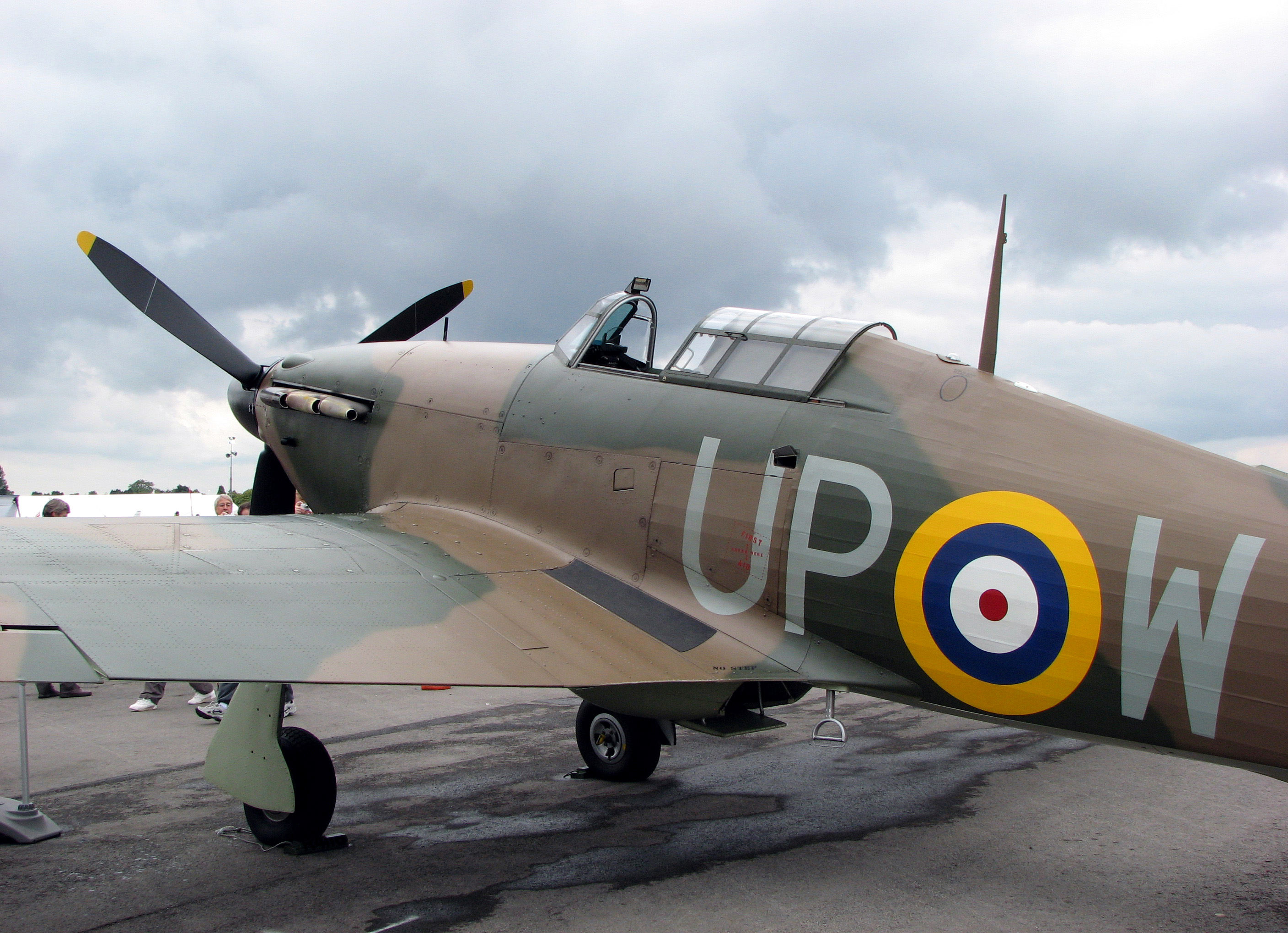
Hawker Hurricane з відкинутим назад ліхтарем
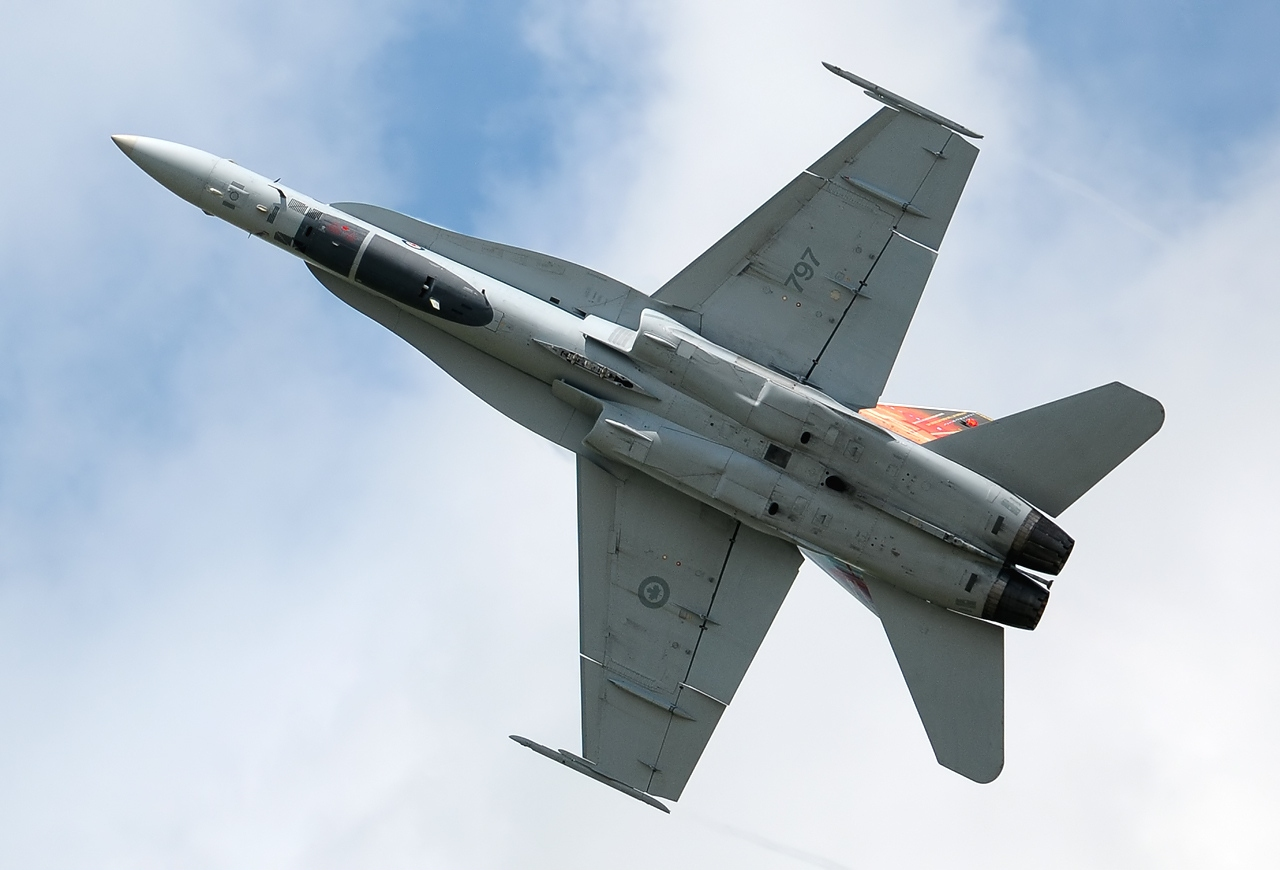
F/A-18 з намальованим «фальшивим ліхтарем» під фюзеляжем
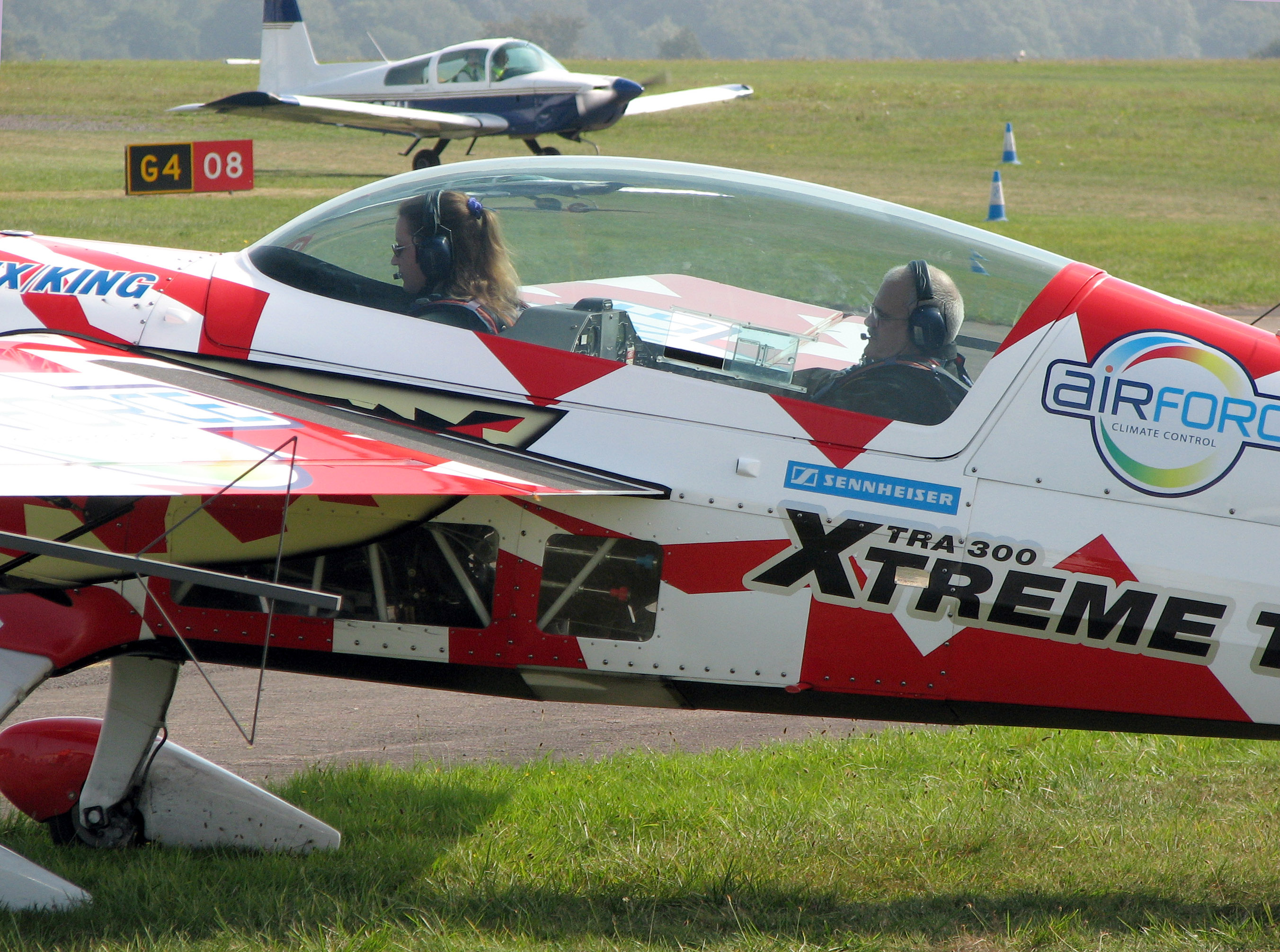
Низький ліхтар легкого пілотажного літака Extra 300.
Катапультування F-16. Видно відкидання ліхтаря назад від літака вибуховими зарядами
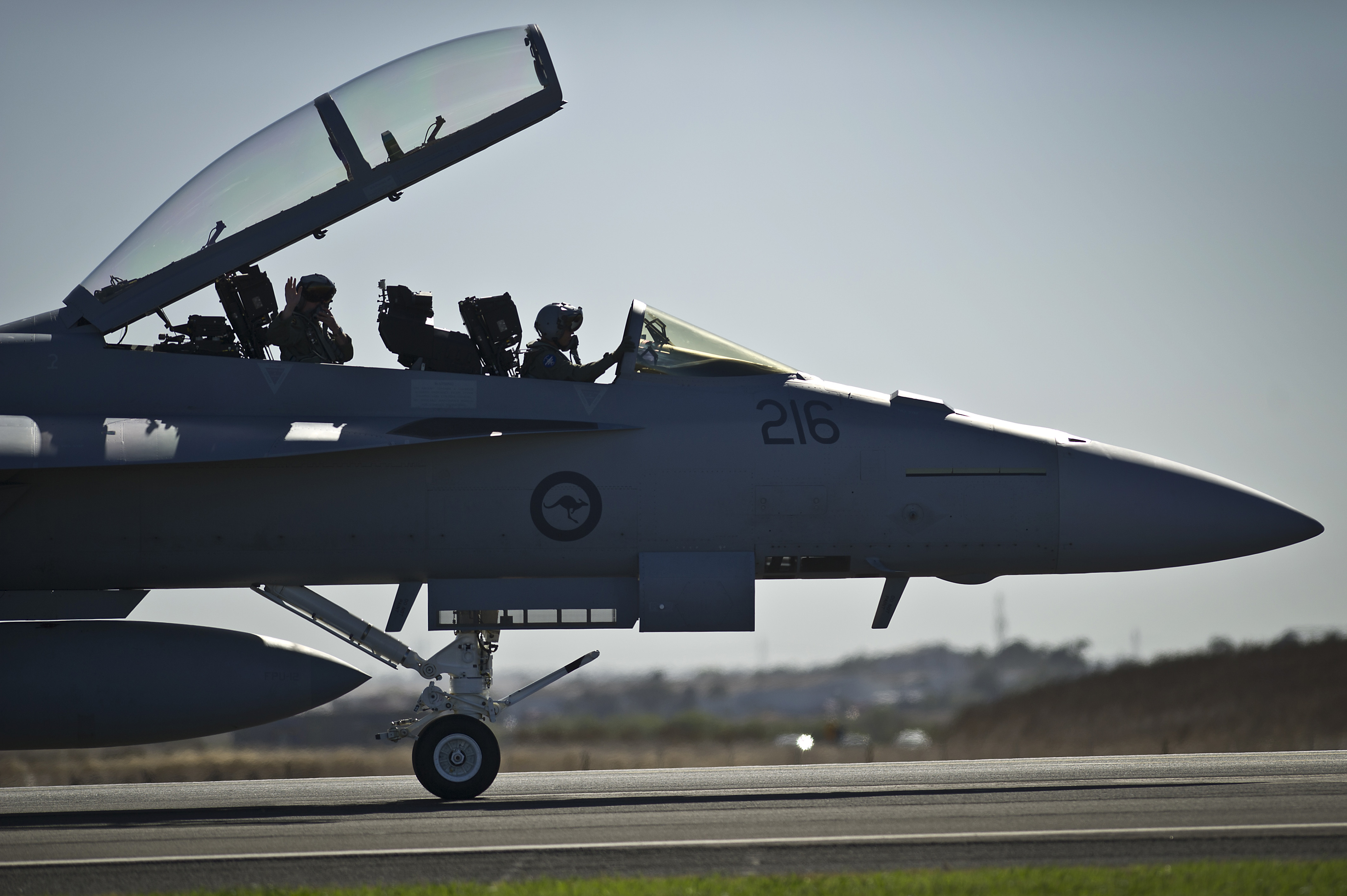
Піднятий ліхтар F/A-18F
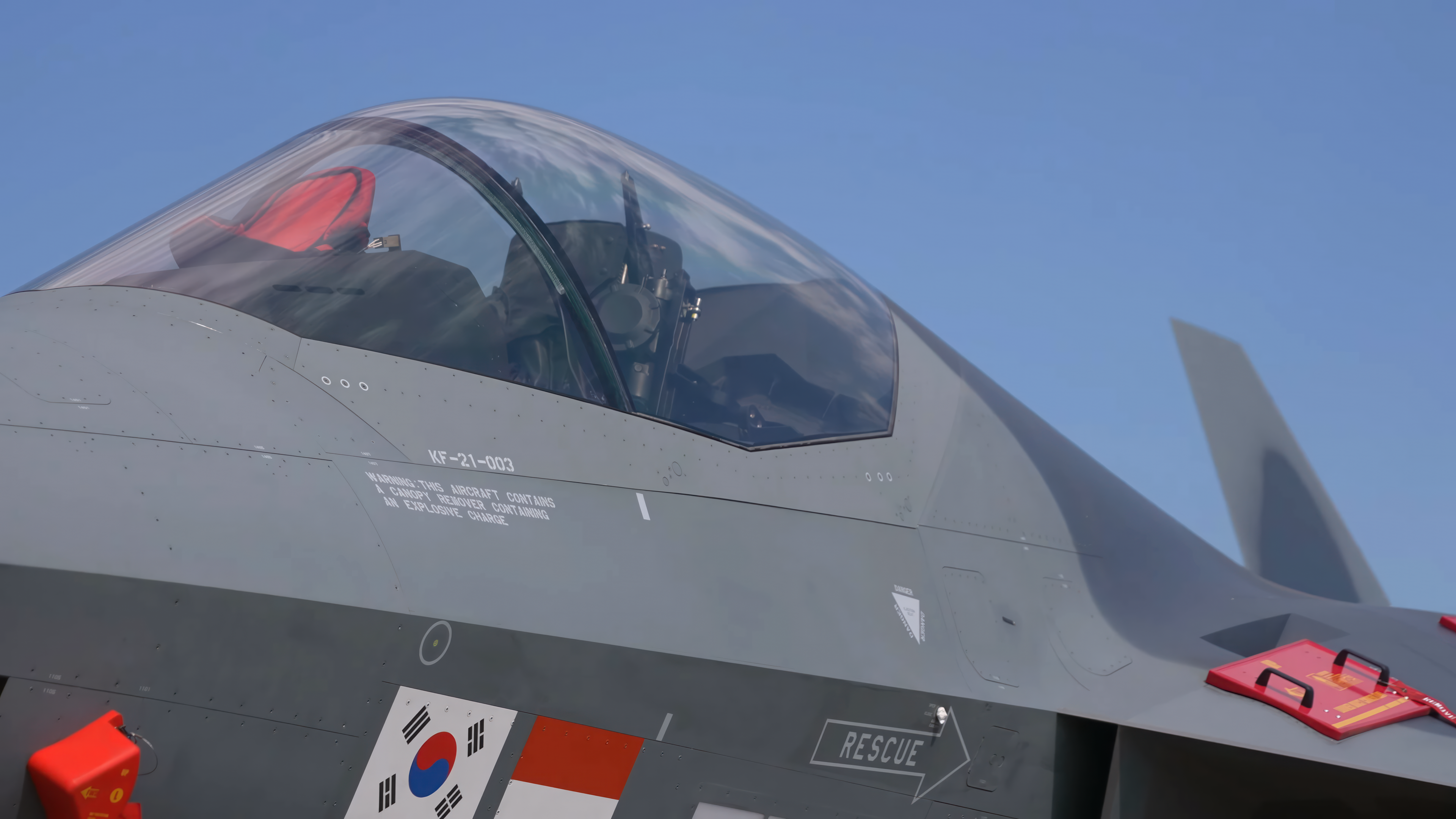
Ліхтар корейського винищувача KF-21